# Delwayne Delaney
Delwayne Delaney (* 4. August 1982) ist ein ehemaliger Sprinter aus St. Kitts und Nevis. Er war spezialisiert auf den 100-Meter-Lauf und trat von 2004 bis 2017 bei internationalen Wettbewerben an.

## Karriere
Delaney trat 2003 erstmals mit dem Team von St. Kitts und Nevis bei den Zentralamerika- und Karibikmeisterschaften an und belegte im Wettbewerb mit der 4 × 100-m-Staffel den fünften Platz. Darüber hinaus ging er auch bei den Hallenweltmeisterschaften 2004 an der Start, schied aber bereits in der Vorrunde aus. Seine persönliche Bestleistung lief er mit 10,31 s über 100 und 20,83 s über 200 m. Diese Zeiten erzielte er beide im Juli 2007 bei den NACAC Open Championships in San Salvador.
Außerdem nahm er an den Weltmeisterschaften 2013 und weiteren internationalen Wettbewerben (z. B. Panamerikanische Spiele 2011) teil. Sein letzter internationaler Start erfolgte bei den IAAF World Relays 2017 in Nassau, Bahamas.